# Provinciale weg 520
De provinciale weg 520, ook wel N520, is een provinciale weg in Noord-Holland die loopt van Lijnden via Hoofddorp naar Nieuw-Vennep. De weg loopt aan de oostkant langs de Hoofdvaart en heet Hoofdweg Oostzijde. Ten westen van het kanaal loopt ook een weg, genaamd Hoofdweg Westzijde.
Deze weg is verdeeld in twee stukken. De provinciale gedeeltes lopen van:
- N232 Schipholweg tot aan de N201 Weg om de Noord (80 km/h)
- Bebouwde komgrens Hoofddorp tot aan bebouwde komgrens Nieuw-Vennep (60 km/h)

De overige gedeeltes zijn in eigendom van de gemeente Haarlemmermeer en daardoor is het onderhoud en de wegbeheerder ook de gemeente.

## Wegenoverdracht
Vanwege de ontwikkeling van de N205, de Nieuwe Bennebroekerweg en diverse andere wegenprojecten die op stapel staan binnen de gemeentegrenzen, heeft de provincie Noord-Holland sterke twijfels over het eigendom van de provinciale weg. Er wordt gesproken over wegenruil zodra er diverse projecten zijn afgerond, waarbij het eigendom van de N520 hoogstwaarschijnlijk wordt overgedragen aan de gemeente Haarlemmermeer en waarbij de Nieuwe Bennebroekerweg dan provinciaal zal worden.
N23 · N194 · N196 · N197 · N198 · N199 · N200 · N201 · N202 · N203 · N204 · N205 · N206 · N207 · N208 · N209 · N210 · N211 · N212 · N213 · N214 · N215 · N216 · N217 · N218 · N219 · N220 · N221 · N222 · N223 · N224 · N225 · N226 · N227 · N228 · N229 · N230 · N231 · N232 · N233 · N234 · N235 · N236 · N237 · N238 · N239 · N240 · N241 · N242 · N243 · N244 · N245 · N246 · N247 · N248 · N249 · N250 · N307

N401 · N402 · N403 · N404 · N405 · N406 · N407 · N408 · N409 · N410 · N411 · N412 · N413 · N414 · N415 · N416 · N417 · N418 · N419 · N420 · N421 · N439 · N440 · N441 · N442 · N443 · N444 · N445 · N446 · N447 · N448 · N449 · N450 · N451 · N452 · N453 · N454 · N455 · N456 · N457 · N458 · N459 · N460 · N461 · N462 · N463 · N464 · N465 · N466 · N467 · N468 · N469 · N470 · N471 · N472 · N473 · N474 · N475 · N476 · N477 · N478 · N479 · N480 · N481 · N482 · N483 · N484 · N487 · N488 · N489 · N490 · N491 · N492 · N493 · N494 · N495 · N496 · N497 · N498 · N501 · N502 · N503 · N504 · N505 · N505 (Andijk) · N506 · N507 · N508 · N509 · N510 · N511 · N512 · N513 · N514 · N515 · N516 · N517 · N518 · N519 · N520 · N521 · N522 · N523 · N524 · N525 · N526 · N527 · N806 · N830 · N848

Cursief vermelde wegen zijn voormalige Provinciale wegen